# Olidiana longilamina
Olidiana longilamina är en insektsart som beskrevs av Zhang 1994. Olidiana longilamina ingår i släktet Olidiana och familjen dvärgstritar. Inga underarter finns listade i Catalogue of Life.